# Nonnendammbrücke
Die Nonnendammbrücke ist eine im Jahr 2003 fertiggestellte Straßenbrücke über einen Schleusenkanal der Spree im Berliner Bezirk Charlottenburg-Wilmersdorf. Sie führt vom Ortsteil Charlottenburg-Nord auf eine Spreeinsel, die durch den Bau einer neuen Schleusenkammer der Schleuse Charlottenburg zwischen 1998 und 2003 neu entstand. Ohne den Bau der Brücke wäre der östliche Abschnitt des Nonnendamms, an dem sich das Atelierhaus Nonnendamm sowie mehrere Kleingärten befinden, nicht mehr mit Fahrzeugen zu erreichen gewesen.

## Geschichte

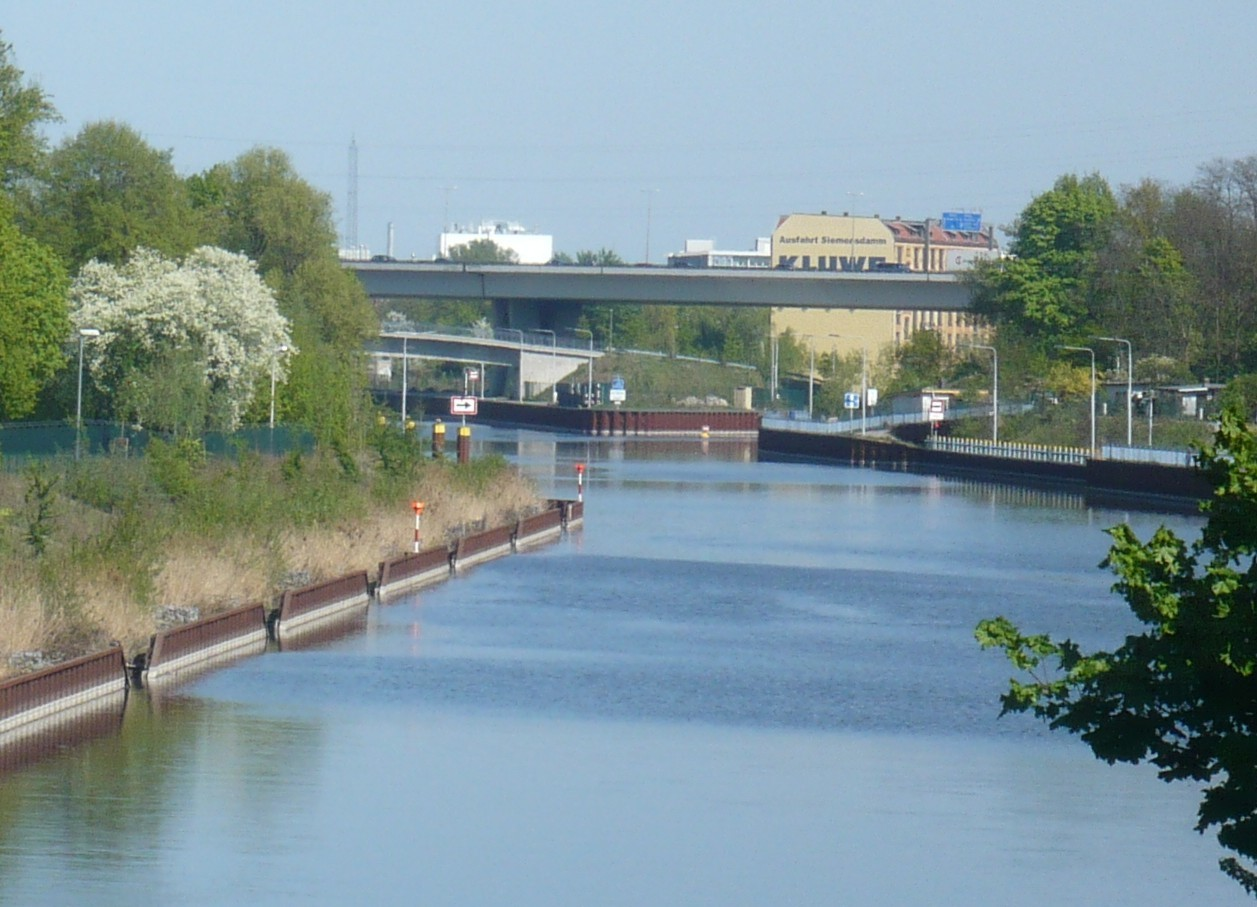
Hinten links die Nonnendammbrücke, darüber die Rudolf-Wissell-Brücke

Der Name der Brücke erinnert an einen der ältesten Handelswege von Berlin nach Spandau. Das 1239 gegründete Benediktinerinnenkloster Spandau besaß große Waldgebiete beiderseits der Handelsstraße, die als Knüppeldamm angelegt war und seit dem 13. Jahrhundert bereits Nonnendamm hieß.
Nach der Reformation im 16. Jahrhundert dehnte sich die Stadt Berlin in das Umland aus. Das gleichzeitige Zusammenwachsen mit Spandau führte zur Anlage neuer Siedlungsgebiete, womit die ehemaligen Besitzungen der Benediktiner-Nonnen verschwanden. Der Nonnendamm wurde auf einem erhöhten Damm neu verlegt und bleibt mit dem Bau der neuen Straßenbrücke weiterhin im Stadtbild erkennbar. Die über den neuen Spree-Schleusenkanal errichtete Brücke ist eine völlig schmucklose Beton-Balkenbrücke mit großen Land-Widerlagern. Ihr Bau erfolgte im Rahmen des Verkehrsprojektes Deutsche Einheit Nr. 17, bei dem die Charlottenburger Schleuse bis 2003 vertieft und vergrößert wurde. Die Brücke besitzt eine Fahrspur je Richtung.
Etwa 280 Meter stromabwärts von der Nonnendammbrücke verlief bis vor einigen Jahren eine S-Bahn-Strecke über die Spree. Von der dafür errichteten zweifeldrigen Eisenfachwerkbrücke wurde das südliche Teilstück im Rahmen einer Spreebegradigung abgebrochen. Das nördliche Teilstück der Brücke, das über einen Altarm der Spree führt, steht noch und ist vom Nonnendamm aus sichtbar.